# Wolfgang Förster (Staatssekretär)
Wolfgang Förster (* 1959 in Würzburg) ist ein deutscher politischer Beamter (SPD). Seit 2022 ist er Staatssekretär im saarländischen Ministerium der Finanzen und für Wissenschaft.

## Leben
Förster legte das Abitur am Friedrich-Koenig-Gymnasium in Würzburg ab. Er ist Diplom-Volkswirt. Nach Abschluss seines Studiums im Jahr 1984 arbeitete er bis 1988 am Lehrstuhl für Finanzwissenschaft als Assistent von Werner Noll an der Julius-Maximilians-Universität Würzburg. Er ist Mitglied im Gemeinderat Riegelsberg und dort Sprecher der SPD-Fraktion im Finanz-, Personal-, Wirtschafts- und Werksausschuss.
Förster arbeitete seit dem Jahr 1988 im saarländischen Finanzministerium. Er war als Referent für volkswirtschaftliche Grundsatzfragen, als Pressesprecher, als Kabinettreferent und ab dem Jahr 1995 in der Haushaltsabteilung als Leiter des Grundsatzreferats und später als Referatsleiter mit der Zuständigkeit für die Bereiche Finanzplanung, Haushaltssanierung, Bauhaushalt, Kassenwesen sowie die Einzelpläne des Innen-, des Finanz- und des Wirtschaftsministeriums tätig. Ab dem Jahr 2002 war er stellvertretender Leiter der Haushaltsabteilung. In dieser Funktion war er wesentlich an der Neuordnung der Bund-Länder-Finanzen im Jahr 2016 beteiligt.
Am 21. April 2022 stellte die Ministerpräsidentin des Saarlandes, Anke Rehlinger, Förster als Staatssekretär im saarländischen Ministerium der Finanzen und für Wissenschaft vor, die Ernennung erfolgte am 26. April 2022 durch den zuständigen Finanzminister Jakob von Weizsäcker.
Förster ist verheiratet und hat zwei Kinder.